# Nervio perineal
El nervio perineal es el más pequeño y el más largo nervio de las dos ramas terminales del nervio pudendo y provee inervación al perineo. Se sitúa y corre justo por debajo de la arteria pudenda interna y acompaña en su recorrido a la arteria perineal.

## Divisiones
Emerge del llamado canal de Alcock o canal pudendo y, en su trayectoria, el nervio perineal se divide en dos ramas:
- Ramos superficiales: se dividen en nervios escrotales, o labiales, posteriores laterales y mediales, para inervar el escroto en el hombre y los labios mayores en la vulva, por su parte posterior; se anastomosan con los ramos perineales del nervio cutáneo femoral posterior.
- Una rama profunda, también llamada rama muscular del nervio perineal, el cual contribuye a inervar el esfínter externo del ano, el músculo elevador del ano, el músculo bulbocavernoso, músculo isquiocavernoso y el músculo transverso superficial del periné.

## Funciones
Además de las funciones motoras de los músculos mencionados, el nervio perineal emite ramas sensitivas que envuelven el tercio inferior de la vagina y de la uretra, y los labios mayores y menores. Las ramas motoras también alcanzan al esfínter estriado de la uretra.